# Jacek Stawiski
Jacek Stawiski (ur. 10 lutego 1970) – dziennikarz telewizyjny i radiowy.

## Życiorys
Absolwent historii na Uniwersytecie Jagiellońskim (1988–1993). W 1992 rozpoczął pracę w RMF FM. Był wydawcą serwisów informacyjnych, współtwórcą programu Radio Muzyka Fakty.  W latach 1994–1999 był dziennikarzem i wydawcą w Serwisie Światowym BBC. W latach 1999–2007 ponownie pracował w RMF FM, tym razem jako dyrektor informacji, współtworzył Fakty RMF FM. Koordynował pracą zespołu dziennikarzy wyspecjalizowanych w obsłudze medialnej wielu konfliktów globalnych ostatnich lat takich jak atak na World Trade Center w 2001 roku, wojna w Afganistanie jesienią 2001 roku, zamach na szkołę w Biesłanie w 2004 roku czy zamachy w Londynie w 2005 roku.  Specjalne, wielogodzinne wydania „Faktów” miały też inne wydarzenia szczególnej wagi np. śmierć Jana Pawła II czy zawalenie się dachu hali targowej w Katowicach w 2006 roku.
Przeprowadzał wywiady z ważnymi postaciami z  życia politycznego, dziennikarskiego i społecznego między innymi z prof. fizyki Józefem Rotblatem – laureatem Pokojowej Nagrody Nobla z 1995 roku, z Romanem Graczykiem – autorem książki „Śladem SB. Jak czytać teczki”, z księdzem kardynałem Stanisławem Dziwiszem, z Johnem Large’em – brytyjskim ekspertem do spraw technologii nuklearnych, z Szirin Ebadi  – Iranką, obrończynią praw człowieka i  laureatką Pokojowej Nagrody Nobla z 2003 roku. Komentował na antenie i na stronie internetowej RMF FM wydarzenia z polityki światowej, ze szczególnym akcentem na stosunki polsko-żydowskie i historię Żydów w Polsce (przedmiot specjalizacji historycznej podczas studiów uniwersyteckich). Miał w planach napisanie książki lub serii artykułów o społeczności żydowskiej w miejscowościach: Ojców i Skała.
W latach 2007–2013 pracował jako wydawca w TVN24, gdzie obecnie prowadzi magazyn Horyzont poświęcony sprawom międzynarodowym. Od 1 stycznia 2014 jest szefem redakcji Świat w TVN24 BiS, a od 1 lipca 2019 roku – redaktorem naczelnym tejże stacji.
Publikował w Tygodniku Powszechnym między innymi wywiad z byłym premierem Hiszpanii José María Aznarem (maj 2007 rok) i z izraelskimi historykami, autorami książki „Nietoperze nad Dimoną”: Isabellą Ginor i Gideonem Remezem (czerwiec 2007). Pilotował wydania książek autorstwa dziennikarzy stacji  RMF: Katarzyny Szymańskiej-Borginon „W piżamie do Europy” (Wydawnictwo BoSz, 2003 rok) oraz Jana Mikruty i Przemysława Marca „Bagdad. 67 dni” (Wydawnictwo BoSz, 2003 rok).